# المحرر الوجيز في تفسير الكتاب العزيز
المحرر الوجيز في تفسير الكتاب العزيز هو أحد كتب تفسير القران الكريم، ألفه الحافظ ابن عطية الأندلسي

## نبذة عن التفسير
قال ابن عطية في مقدمة هذا التفسير «...وقصدت فيه أن يكون جامعا وجيزا محررا لا أذكر من القصص إلا ما لا تنفك الآية إلا به وأثبت أقوال العلماء في المعاني منسوبة إليهم على ما تلقى السلف الصالح رضوان الله عليهم كتاب الله من مقاصده العربية السليمة من إلحاد أهل القول بالرموز وأهل القول بعلم الباطن وغيرهم فمتى وقع لأحد من العلماء الذين قد حازوا حسن الظن بهم لفظ ينحو إلى شيء من أغراض الملحدين نبهت عليه وسردت التفسير في هذا التعليق بحسب رتبة ألفاظ الآية من حكم أو نحو أو لغة أو معنى أو قراءة وقصدت تتبع الألفاظ حتى لا يقع طفر كما في كثير من كتب المفسرين ورأيت أن تصنيف التفسير كما صنع المهدوي مفرق للنظر مشعب للفكر وقصدت إيراد جميع القراءات مستعملها وشاذها واعتمدت تبيين المعاني وجميع محتملات الألفاظ كل ذلك بحسب جهدي وما انتهى إليه علمي وعلى غاية من الإيجاز وحذف فضول القول».

## نقد الكتاب
من أقوال العلماء في تفسير ابن عطية :
- قال ابن جزى :« وأما ابن عطية فكتابه في التفسير أحسن التأليف وأعدلها، فإنه اطلع على تآليف من كان قبله فهذبها ولخصها، وهو مع ذلك حسن العبارة، مسدد النظر، محافظ على السنة».
- ويقول ابن خلدون :« وجاء أبو محمد بن عطية من المتأخرين بالمغرب، فلخص تلك التفاسير كلها، وتحرى ما هو أقرب إلى الصحة منها، ووضع ذلك في كتاب متداول بين أهل المغرب والاندلس حسن المنحى وتبعه القرطبي في تلك الطريقة على منهاج واحد في كتاب آخر مشهور بالمشرق».[2]
- قال ابن تيمية (ت:٧٢٨) في تفسير ابن عطية :« وتفسير ابن عطية وأمثاله أتبع للسنة والجماعة وأسلم من البدعة من تفسير الزمخشري، ولو ذكر كلام السلف الموجود في التفاسير المأثورة عنهم على وجهه لكان أحسن وأجمل، فإنه كثيرًا ما ينقل من تفسير محمد بن جرير الطبري وهو من أجلِّ التفاسير».[3]وقال أيضاً : وتفسير ابن عطية خير من تفسير الزمخشري وأصح نقلاً وبحثاً ، وأبعد عن البدع ، وإن اشتمل على بعضها ، بل هو خير منه بكثير، بل لعله أرجح هذه التفاسير(يعني تفسير الزمخشري والقرطبي والبغوي والواحدي)، لكن تفسير ابن جرير أصح من هذه كلها.
- وقال في مجموع الفتاوى بعد ما نقل تفسير ابن عطية لآية الوسيلة (٥٧) من سورة الإسراء:«ولكن ابن عطية كان أقعد بالعربية والمعاني من هؤلاء (الزجاج وابن الجوزي وغيرهما) وأخبر بمذهب سيبويه والبصريين، فعرف تطفيف الزجاج مع علمه رحمه الله بالعربية وسبقه ومعرفته بما يعرفه من المعاني والبيان . وأولئك لهم براعة وفضيلة في أمور يبرزون فيها على ابن عطية . لكن دلالة الألفاظ من جهة العربية هو بها أخبر وإن كانوا هم أخبر بشيء آخر من المنقولات أو غيرها.»
- وقال أبو حيان :وكتاب ابن عطية أنقل وأجمع وأخلص، وكتاب الزمخشري ألخص وأغوص.

## أبرز طبعات الكتاب
طُبع تفسير ابن عطية عدّة طبعات، وفيما يأتي بيان هذه الطبعات مرتّبة حسب تاريخ نشرها:
- طبعة المجلس العلمي بفاس في المغرب، سنة 1395هـ- 1975م، في (15) مجلدًا.
- طبعة وزارة الأوقاف والشؤون الإسلامية، بدولة قطر، الطبعة الأولى سنة 1398هـ- 1977م، تحقيق: عبد الله بن إبراهيم الأنصاري، والسيد عبد العال السيد إبراهيم، في (15) مجلدًا.
- طبعة دار الكتب العلمية، بيروت- لبنان، تحقيق: عبد السلام عبد الشافي محمد، سنة 1413هـ- 1993م، في (6) مجلدات.
- طبعة دار ابن حزم، بيروت- لبنان، سنة 1423هـ- 2002م، في مجلد واحد.
- طبعة وزارة الأوقاف والشؤون الإسلامية، بدولة قطر، الطبعة الثانية، سنة 1428هـ- 2007م، في (8) مجلدات، تحقيق: الرحالة الفاروق، وعبد الله بن إبراهيم الأنصاري، والسيد عبد العال السيد إبراهيم، ومحمد الشافعي.
- طبعة المجلس الأعلى للشؤون الإسلامية في مصر، تحقيق: أحمد صادق الملاح، وهي من أول التفسير إلى الآية 93 من سورة آل عمران، سنة 1431هـ- 2010م، في مجلدين.
- طبعة وزارة الأوقاف والشؤون الإسلامية، بدولة قطر، الطبعة الثالثة، سنة 1436هـ- 2015م، في (10) مجلدات، تحقيق: مجموعة من الباحثين بإشراف إدارة الشؤون الإسلامية.
- طبعة دار الفكر العربي، ودار الكتاب الإسلامي، بالقاهرة، في (15) مجلدًا، تحقيق وتعليق: عبد الله بن إبراهيم الأنصاري، والسيد عبد العال السيد إبراهيم، ويبدو أن هذه الطبعة مصورة من الطبعة القطرية الثانية.[4]

## المصدر
1. ↑  تفسير ابن عطية الأندلسي
2. ↑  منيع بن عبد الحليم محمود (ت ١٤٣٠هـ) ، مناهج المفسرين ، الناشر: دار الكتاب المصري - القاهرة، دار الكتاب اللبناني - بيروت عام النشر: ١٤٢١ هـ - ٢٠٠٠ م ،ص 125 - 126
3. ↑  مساعد بن سليمان الطيار، شرح مقدمة في أصول التفسير لابن تيمية، مجلد 1، صفحة 230، دار ابن الجوزي، ط 2، 1428 هـ
4. ↑  المشدّ، عبد الرحمن. "تفسير المحرر الوجيز لابن عطية الأندلسي ،تحرير مصادر الكتاب وأهميته في تحقيقه". مركز تفسير للدراسات القرآنية. مؤرشف من الأصل في 2023-04-30. اطلع عليه بتاريخ 2023-04-30.

## وصلات خارجية
المحرر الوجيز في تفسير الكتاب العزيز (تفسير ابن عطية) (ط دار ابن حزم)PDF
- وقفات مع تفسير ابن عطية الأندلسي (1) د.مساعد الطيار
- وقفات مع تفسير ابن عطية الأندلسي (2) د.مساعد الطيار
- وقفات مع تفسير ابن عطية الأندلسي (3) د.مساعد الطيار
- وقفات مع تفسير ابن عطية الأندلسي (4) د.مساعد الطيار
- وقفات مع تفسير ابن عطية الأندلسي (5) د.مساعد الطيار
- ابن عطية ومنهجه في التفسير